# Ćukovine
Ćukovine (Servisch cyrillisch Ћуковине) is een plaats in de Servische gemeente Koceljeva. De plaats telt 375 inwoners (2002).